# Hulda Flood
Hulda Flood (i riksdagen kallad Flood i Stockholm), född Andersson 25 september 1886 i Eda församling, Värmlands län, död 18 november 1968 i Kungsholms församling, Stockholm, var en svensk socialdemokratisk politiker.
Hon var ordförande i socialdemokratiska kvinnoklubben i Karlstad 1910–1912, sekreterare i Värmlands socialdemokratiska kvinnodistrikt 1915–1922, stadsfullmäktige i Karlstad 1919–1922, expeditör hos socialdemokratiska kvinnoförbundet 1925–1929, biträdande partisekreterare med inriktning på verksamheten bland kvinnor 1929–1948, ledamot av kvinnoförbundets styrelse 1928–1944, och ledamot av riksdagens första kammare 1948–1949.

## Biografi
Hulda Flood föddes som tredje och sista dottern till Anders Andersson och Marit Olsdotter. Modern dog när Hulda var sex år och hennes systrar var tolv respektive nio år. Hemmet var fattigt och hon arbetade som piga i lantbruket, hembiträde och senare som skrädderiarbetare. Hon gifte sig 3 september 1924 med Oscar Adolf Flood som emellertid dog redan efter tre veckor. De hade inga barn.
Hulda Flood var verksam inom det socialdemokratiska partiet och inom kvinnorörelsen under hela sitt verksamma liv. Hon var fackligt engagerad och aktiv inom ABF och Verdandi och arbetade intensivt för att engagera kvinnorna fackligt. Hon reste mycket som agitator och bildade mängder av kvinnoklubbar ute i landet. Hon var partisekreterare på delad post 1928–1948, ledamot av riksdagens första kammaren 1948–1949, satt i Radiotjänsts styrelse som första kvinna och tjänstgjorde även som nämndeman. I riksdagen skrev hon tre motioner om bland annat förbättrad mödrahjälp.
År 1939 gav hon ut boken Den socialdemokratiska kvinnorörelsen i Sverige. Den kom ut i ny utgåva 1960 och användes i utbildningen på högskolenivå. Hon gjorde studieresor till bland annat Ryssland, Amerika och Australien.